# Hash Browns

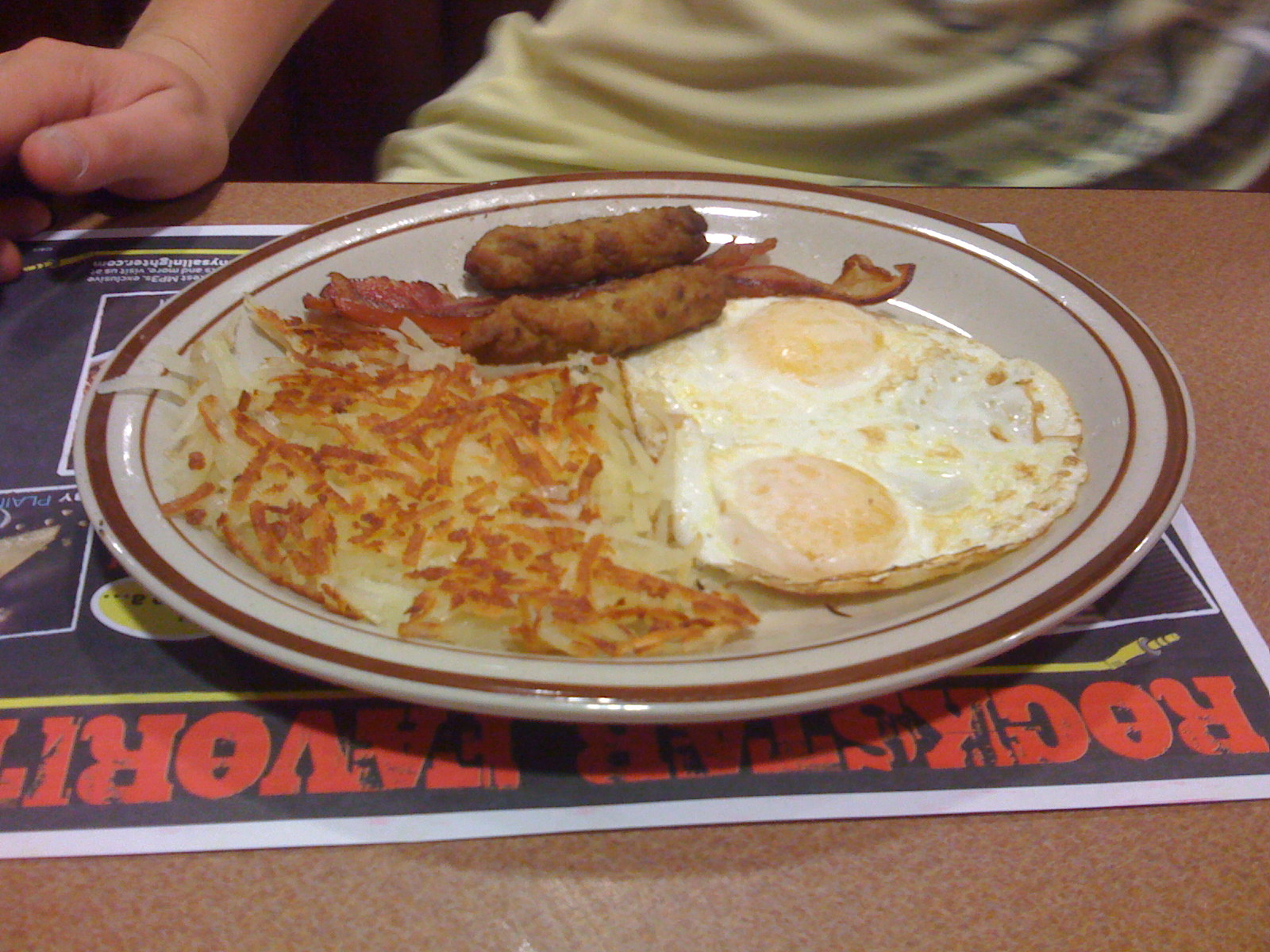
Frühstück mit Hash Browns

Hash Browns [ˌhæʃˈbɹaʊnz] (von engl. hash „Gehacktes“ und brown „braun“) oder Hashed Brown Potatoes sind eine Zubereitungsart für Kartoffeln der nordamerikanischen Küche.
Für das Gericht werden rohe Kartoffeln gerieben und unter fließendem Wasser die Stärke ausgespült. Die gewürzte Masse wird anschließend von beiden Seiten in der Pfanne gebraten. Analog zur Rösti und im Gegensatz zu Kartoffelpuffern enthalten Hash Browns weder Ei noch Mehl.

## Belege
- Richard Hering, Walter Bickel (Hrsg.): Herings Lexikon der Küche. 18., überarbeitete Auflage. Fachbuchverlag Dr. Pfanneberg & Co., Gießen 1978, ISBN 3-8057-0218-3, S. 571.